# Umar
Umar [ˈʕumar] oder Omar (arabisch عمر ʿUmar, auch ʿOmar, türkisch: Ömer, albanisch: Ymer) ist ein männlicher Vorname arabischer Herkunft, der auch Teil eines Familiennamens sein kann. Die Schreibung Umar basiert auf der hocharabischen Phonetik, während Omar auf die dialektale Aussprache des Namens zurückgeht, die auch bei der Übernahme des Namens in die iranischen Sprachen prägend war (daher persisch: Omar). Das hocharabische kurze „u“ wird im dialektalen Arabisch und im Persischen meist zu einem kurzen „o“ abgeflacht. Seine Verbreitung verdankt er Umar ibn al-Chattab, dem zweiten der vier „rechtgeleiteten“ Kalifen des Islam.

## Namensträger

### Vorname

#### Künstler

##### Schauspieler
- Omar Doom (* 1976), US-amerikanischer Schauspieler und Musiker
- Omar Epps (* 1973), US-amerikanischer Schauspieler und Musiker
- Omar Gooding (* 1976), US-amerikanischer Schauspieler
- Omar Harfouch (* 1969), libanesisch-französisch-ukrainischer Fernsehproduzent und Fotomodell
- Omar Benson Miller (* 1978), US-amerikanischer Schauspieler
- Omar Sharif (1932–2015), ägyptischer Schauspieler
- Omar Sy (* 1978), französischer Schauspieler und Komiker

##### Schriftsteller
- Umar ibn Abi Rabia (643–711), arabischer Dichter
- Omar Chayyām (1048–1131), persischer Mathematiker, Astronom, Astrologe, Philosoph und Dichter
- Umar Kayam (1932–2002), indonesischer Schriftsteller
- Omar Saavedra Santis (1944–2021), chilenischer Schriftsteller
- Omar Khir Alanam (* 1991), deutschsprachiger Schriftsteller syrischer Herkunft

##### Musiker
- Omar Hakim (* 1959), US-amerikanischer Schlagzeuger
- Omar Lamparter (1917–2014), deutscher Musiker
- Omar Naber (* 1981), slowenischer Popsänger
- Omar Pedrini (* 1967), italienischer Musiker
- Omar Pene (* 1955), senegalesischer Sänger und Komponist
- Omar Rodriguez Lopez (* 1975), US-amerikanischer Gitarrist
- Omar Sosa (* 1965), kubanischer Pianist, Bandleader und Komponist
- Omar Tomasoni (* 1984), italienischer Trompeter

##### Maler
- Omar Gomez Rey (1957–2022), kolumbianischer Maler

#### Sportler
- Omar Abdulrahman (* 1991), Fußballspieler aus den Vereinigten Arabischen Emiraten
- Omar Arellano Nuño (* 1967), mexikanischer Fußballspieler und -trainer
- Omar Arellano Riverón (* 1987), mexikanischer Fußballspieler
- Omar Borg (* 1980), maltesischer Fußballspieler
- Omar Bravo Tordecillas (* 1980), mexikanischer Fußballspieler
- Omar Caetano (1938–2008), uruguayischer Fußballspieler
- Omar Camporese (* 1968), italienischer Tennisspieler
- Omar Colley (* 1992), gambischer Fußballspieler
- Omar El Kaddouri (* 1990), marokkanisch-belgischer Fußballspieler
- Omar Eljach (* 1990), schwedischer Pokerspieler
- Umar al-Ghamdi (* 1979), saudi-arabischer Fußballspieler
- Omar González (* 1988), US-amerikanischer Fußballspieler
- Omar Jatta (* 1989), gambischer Fußballspieler
- Omar Kingsley (* 1840–1879 oder danach), Zirkuskunstreiter
- Omar Mascarell (* 1993), spanischer Fußballspieler
- Omar Oscar Míguez (1927–2006), uruguayischer Fußballspieler
- Ymer Pampuri (1944–2017), albanischer Gewichtheber
- Omar Pašagić (* 1997), bosnisch-herzegowinischer Fußballspieler
- Umar Sadiq (* 1997), nigerianischer Fußballspieler
- Omar al-Shaheen (* 1992), kuwaitischer Poolbillardspieler
- Omar Sívori (1935–2005), argentinisch-italienischer Fußballspieler
- Omar Visintin (* 1989), italienischer Snowboarder

#### Militär
- Omar Bradley (1893–1981), US-amerikanischer General
- Omar Bundy (1861–1940), US-amerikanischer Generalmajor
- Omar Pascha (1806–1871), türkischer General und Renegat
- Omar Torrijos (1929–1981), panamaischer General

#### Politiker
- Asad Umar (* 1961), pakistanischer Politiker
- Umar al-Baschir (* 1944), sudanesischer Generalleutnant und Politiker, Staatschef ab 1989
- Omar Bongo (1935–2009),  	gabunischer, Präsident 1967 bis 2009
- Omar Cabezas (* 1950), nicaraguanischer Autor, Revolutionär und Politiker
- Ymer Dishnica (1912–1998), albanischer Politiker
- Abu Zaid Umar Durda (1944–2022), libyscher Politiker
- Ismail Omar Guelleh (* 1947), dschibutischer Politiker, Präsident ab 1999
- Omar Karami (1934–2015), libanesischer Politiker
- Omar Bakri Mohammed (* 1958), syrischer Fundamentalist und Agitator
- Omar Njie (19–2002), gambischer Politiker
- Omar Al-Rawi (* 1961), österreichischer Politiker (SPÖ)
- Omar Sey (Politiker, 1941) (1941–2018), gambischer Politiker und Sportfunktionär, Außenminister
- Omar Sey (Mediziner) († 2022), gambischer Mediziner und Politiker, Gesundheitsminister
- Omar Suleiman (1936–2012), ägyptischer Politiker
- Umar at-Talmasani (1904–1986), ägyptischer Führer der ägyptischen Muslimbruderschaft
- Omar Hamidou Tchiana (* 1970), nigrischer Politiker

##### Herrscher
- ʿUmar ibn al-Chattāb (634–644), Kalif
- Umar Ibn Abd al-Aziz (717–720), Kalif der Umayyaden in Damaskus
- Abu Hafs Umar (1090–1175), Führer der Almohaden im Maghreb
- Abu Hafs Umar I. (1284–1295), Kalif der Hafsiden in Tunesien
- Omar Ali Saifuddin II. (1829–1852), Sultan von Brunei
- Omar Ali Saifuddin III. (1916–1986), Sultan von Brunei
- al-Mughīth ʿUmar († 1263), Ayyubide, Emir von Karak

#### Widerstandskämpfer
- Umar ibn Hafsun (um 850–917), Führer eines Aufstandes im Emirat von Córdoba
- Umar al-Muchtar (1862–1931), libyscher Widerstandskämpfer
- Umar Patek (* 1970), mutmaßlicher internationaler Terrorist
- Ymer Prizreni (1820–1887), albanischer Unabhängigkeitsaktivist
- Umar Abd ar-Rahman (1938–2017), ägyptischer Kleriker

#### Wissenschaftler
- Omar Chayyām (1048–1131), persischer Mathematiker und Philosoph

#### Sonstige
- Abu Umar al-Kurdi (1968–2007), irakischer Bombenspezialist

### Familienname, FormOmar
- Abdulla Omar Ismail (* 1987), bahrainischer Fußballspieler
- Abdullah Omar (Politiker) (1934–2004), südafrikanischer Rechtsanwalt und Politiker
- Abdullah Omar (Fußballspieler) (* 1987), bahrainischer Fußballspieler
- Aboud Omar (* 1992), kenianischer Fußballspieler
- Abu Omar (* 1963), ägyptischer Imam in Italien
- Ahmed Omar, libyscher Fußballspieler
- Al-Haddsch Omar (1797–1864), afrikanischer Mystiker und Reichsgründer
- Amin Omar (* 1985), ägyptischer Fußballschiedsrichter
- Claudia Omar (1947–2008), Schweizer Politikerin
- Dhaher al-Omar († 1775), arabisch-beduinischer Herrscher in Galiläa
- Don Omar (* 1978), puerto-ricanischer Musiker
- Fartun Abukar Omar (* 1986), somalische Leichtathletin
- Feryad Fazil Omar (* 1950), kurdischer Schriftsteller, Literatur- und Sprachwissenschaftler
- Ilhan Omar (* 1982), US-amerikanische Politikerin (Demokratische Partei)
- Jaro Omar (* 1989), deutscher Komponist, Texter, Sänger und Schauspieler
- Jian Omar (* 1985), deutsch-kurdischer Politikwissenschaftler und Politiker (Bündnis 90/Die Grünen), MdA
- Jorge Omar (1911–1998), argentinischer Tangosänger
- Madiha Omar (1908–2005), irakische Künstlerin
- Mohammad Omar (Musiker) (1905–1980), afghanischer Musiker
- Mohammad Omar (Politiker)  († 2010), afghanischer Politiker
- Mohammad Omar (Fußballspieler) (* 1976), Fußballspieler aus den Vereinigten Arabischen Emiraten
- Mohammed Omar (1960–2013), Taliban-Anführer
- Mohd Asraruddin Putra Omar (* 1988), malaysischer Fußballspieler
- Nelly Omar (1911–2013), argentinische Tangosängerin
- Noof Omar (* 1993), jemenitische Gewichtheberin
- Pedro Omar (1898–1974), argentinischer Fußballspieler
- Qais Akbar Omar (* 1982), afghanisch-amerikanischer Schriftsteller
- Said Ali bin Said Omar († 1916), Sultan von Grande Comore
- Sami Omar (1978–2021), deutscher Autor, Moderator, Redner und Referent für Diskriminierungs- und Rassismusfragen
- Samia Yusuf Omar (1991–2012), somalische Leichtathletin
- Schaqsylyq Omar (* 1980), kasachischer Politiker
- Yahia Omar (* 1997), ägyptischer Handballspieler
- Yusuf Garaad Omar (* 1960), somalischer Journalist, Diplomat und Politiker

sowie die fiktive Figur
- Hadschi Halef Omar aus den Romanen Karl Mays

### Familienname, FormOumar
- Abdelkader Taleb Oumar, Politiker, von 2003 bis 2018 Regierungschef in der Exilregierung der Demokratischen Arabischen Republik Sahara (DARS)
- Acheikh Ibn-Oumar (* 1951), Politiker und Militärführer im Tschad

### Familienname, FormUmar
- Abdul Aziz Umar (* 1936), Adliger und Politiker in Brunei
- Ali Umar (* 1980), maledivischer Fußballspieler
- Aminu Umar (* 1995), nigerianischer Fußballspieler
- Ebru Umar (* 1970), niederländische Kolumnistin
- Haliru Umar (* 1992), nigerianischer Fußballspieler
- Kabiru Umar (* 1987), nigerianischer Fußballspieler
- Miftah al-Usta Umar (1935–2010), libyscher Staatspräsident
- Mohd Bunyamin Umar (* 1988), malaysischer Fußballspieler
- Muhammad Abduh Umar, jemenitischer Politiker
- Nasaruddin Umar (* 1959), indonesischer islamischer Gelehrter und Hochschullehrer